# Padroado

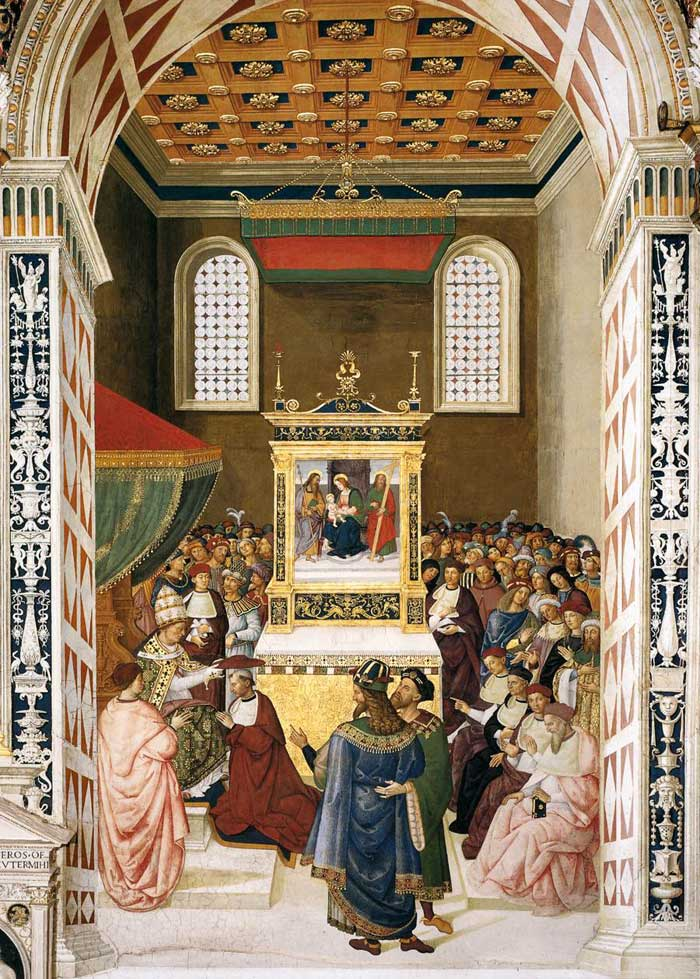
O Papa Calisto III impulsionou a criação do Padroado com Portugal pela bula Inter cetera de 11 de Março de 1456.

Padroado é uma instituição de cariz socioeconómico que se caracteriza por um conjunto de regalias (padroádigo) usufruídas por uma determinada entidade, denominada padroeiro, geralmente o fundador de uma igreja ou de um mosteiro. Neste conjunto de
regalias destaca-se o direito de apresentação, ou seja, a indigitação de um clérigo idóneo para estar à frente desses lugares eclesiásticos quando esses ficavam vagos (vacatura - ius praesentandi).
O mais relevante deles foram os padroados régios concedidos aos reis de Portugal e da Espanha, e mais tarde estendidos aos imperadores do Brasil, que foi nome dado ao conjunto de privilégios concedidos pelo papado através de sucessivas e gradativas bulas pontifícias, como resultado de uma longa negociação da Santa Sé com os reinos ibéricos, Portugal e Espanha.
Por meio destas bulas, que assumiram valor jurídico no período da expansão ultramarina, a Santa Sé delegava aos monarcas católicos a administração e organização da Igreja Católica em seus domínios conquistados e por conquistar.
Em contrapartida, o rei padroeiro, que arrecadava os dízimos eclesiásticos, deveria construir e prover as igrejas, com tudo o que fosse necessário para o culto, nomear os párocos por concursos e propor nomes de bispos, sendo estes depois formalmente confirmados pelo Papa.
Assim, a estrutura dos Reinos de Portugal e Espanha tinha não só uma dimensão político-administrativa, mas também religiosa. Com a criação do padroado, muitas das atividades características da Igreja Católica eram, na verdade, funções do poder político.
O padroado em Portugal foi muito alterado ao longo dos tempos, mas os seus últimos vestígios foram suprimidos com o Concílio Vaticano II. Até este Concílio, por exemplo, era o Chefe de Estado Português que impunha o barrete cardinalício ao Patriarca de Lisboa.[carece de fontes?]

## Padroado Régio
O acordo entre o papa e o monarca português, denominado padroado régio, dava ao Império Português um poder muito grande nos assuntos religiosos no espaço colonial.
Era ele quem escolhia os cargos religiosos, permitia ou proibia o estabelecimento de ordens religiosas e a construção de edifícios religiosos, que controlava as cobranças de doações e das taxas do dízimo da população e que pagavam os salários dos sacerdotes.

## Fim do padroado no Brasil
O Brasil viveu sob o regime do padroado até a Proclamação da República, em 1889, que tornou o país oficialmente laico. O fim desse regime levou à perda de poder político e econômico durante um momento histórico em que a Igreja Católica no Brasil estava ameaçada pela expansão do protestantismo e a pela recente introdução do espiritismo.
Outras ameaças eram a necessidade de recursos financeiros e as crises internas como as sublevações do Contestado, de Canudos e a liderança carismática do Padre Cícero, afastado do sacerdócio pela Santa Sé após o não reconhecimento de um milagre. Os fatores levaram as elites eclesiásticas da República Velha a fazer um intenso ativismo político junto às oligarquias do país para garantir sua sobrevivência e aumentar sua influência.